# Dietrich Schomburg
Dietrich Schomburg (* 13. November 1884 in Bremen; † 21. Mai 1971 in Bremen) war ein deutscher Pädagoge und Historiker.

## Biografie
Schomburg war der Sohn eines Tischlers und dann Vermessungsbeamten. Er war der jüngere Bruder der Pädagogin Anna Schomburg (1875–1955), Gründerin der Schomburgschule. Er studierte Pädagogik, Germanistik, Geschichte und Erdkunde an der Universität Halle, der Universität Heidelberg und der Universität Jena. Er promovierte zum Dr. phil. mit dem Thema Die Dominikaner in Bremen im 13. Jahrhundert. 
Schomburg unterrichtete dann an der Schule seiner Schwester. Im Ersten Weltkrieg war er Soldat. Von 1919 bis 1922 war er Oberlehrer, dann Studienrat an der Schomburgschule, die er danach mit leitete. Von 1929 bis 1945 gehörte er zur Direktion der Schule, bis 1939 zusammen mit seiner Schwester. 1945 wurde er pensioniert. Er nahm dann einen Lehrauftrag an der Schule an der Hamburger Straße war. Er verfasste das Geschichtliche Ortsverzeichnis des Landes Bremen.